# 湯川遙菜
汤川遥菜（日语：／ Yukawa Haruna；1972年4月27日—2015年1月24日），舊名湯川正行，是日本企業家，千葉市出身，經營活躍於中東地區的軍事公司。汤川遥菜於2015年被武裝組織伊斯兰国绑架，之后有放出影片显示已遭到斬首處決。

## 参看
- 后藤健二
- 卡萨斯贝